# Alice Bálint
Alice Bálint (geboren als Alice Székely 16. Juni 1898 in Budapest, Österreich-Ungarn; gestorben 29. August 1939 in Manchester, England) war eine ungarische Psychoanalytikerin.

## Leben
Alice Székely war das älteste von drei Kindern des Zsigmond Székely und der späteren Psychoanalytikerin Vilma Prosznitz, aka Vilma Kovács. Sie hatte einen Bruder, ihre Schwester Olga Székely-Kovács, verheiratete Dormándi (1900–1971), wurde Künstlerin. Die drei Kinder wuchsen nach der Scheidung der Ehe bis 1910 beim Vater auf und wurden dann vom zweiten Ehemann der Mutter, dem Architekten Frigyes Kovács, adoptiert.
Alice Székely-Kovács studierte Mathematik und Ethnologie an der Universität Budapest und war eine Schülerin des Ethnopsychoanalytikers Géza Róheim. Sie heiratete 1921 den Arzt Michael Balint (1896–1970), sie hatten den 1922 geborenen Sohn János, aka John A. Balint. Angesichts des Weißen Terrors in Ungarn zogen sie nach Berlin, wo beide am Psychoanalytischen Institut (BPI) studierten und beide jeweils eine Lehranalyse bei Hanns Sachs absolvierten. Alice Balint wurde 1923 außerordentliches Mitglied der Berliner Psychoanalytischen Vereinigung. 1924 kehrten sie zurück, und sie schloss ihre Ausbildung 1926 bei Sándor Ferenczi ab. 1926 wurde sie Mitglied, später Lehranalytikerin der Magyar Pszichoanalitikus Egyesület (Ungarischen Psychoanalytischen Gesellschaft) und arbeitete als Kinderanalytikerin.
Der Antisemitismus im Horthy-Regime veranlasste sie, 1939 mit Mann und Kind nach England zu emigrieren. Gemeinsam mit ihrem Mann wurde sie noch im gleichen Jahr in die British Psychoanalytical Society aufgenommen. Drei Monate nach ihrer Ankunft starb sie in Manchester an einer Gehirnblutung.
Eine Sammlung ihrer Aufsätze erschien 1941 posthum unter dem Titel Anya és gyermek [Mutter und Kind]. Eine Gesamtausgabe ihrer Schriften erschien 1997/98 in französischer Übersetzung.
Alice Balint beschäftigte sich vor allem mit pädagogischen Fragen und einer Theorie der Erziehung. Ihr mit zahlreichen Beispielen versehenes Buch Psychoanalyse der frühen Lebensjahre erschien 1931 in Budapest und 1966 in einer deutschen Ausgabe.

## Schriften (Auswahl)
- Die mexikanische Kriegshieroglyphe atl-tlachinoli, in: Imago, 9, 1923, S. 401–436
- Der Familienvater, in: Imago, 12, 1926, S. 292–304
- A gyermekszoba pszichológiája, Budapest 1931
  - Psychoanalyse der frühen Lebensjahre. München : E. Reinhardt, 1966
- Die Psychoanalyse des Kinderzimmers, in: Zeitschrift für psychoanalytische Pädagogik, 6, 1932, S. 49–130
- Über eine besondere Form der infantilen Angst (Die Angst fallengelassen zu werden), in: Zeitschrift für psychoanalytische Pädagogik, 7, 1933, S. 414–417
- A szereter fejlödése és a valóságérzék. In: Sigmund Freud et al.: Lélekelemzési tanulmányok. Budapest 1933, S. 30–40
- Die Bedeutung des Märchens für das Seelenleben des Kindes, in: Zeitschrift für psychoanalytische Pädagogik, 9, 1935, S. 113–116
- Versagen und Gewähren in der Erziehung. Die Übertragung, in: Zeitschrift für psychoanalytische Pädagogik, 10, 1936, S. 75–83
- Handhabung der Übertragung auf Grund der Ferenczischen Versuche, in: Internationale Zeitschrift für Psychoanalyse, 22, 1936, S. 47–58
- Die Grundlagen unseres Erziehungssystems, in: Zeitschrift für psychoanalytische Pädagogik, 11, 1937, S. 98–101
- Liebe zur Mutter und Mutterliebe. IZP 24, 1939, S. 33–48
- Anya és gyermek. Budapest, 1941
- Oeuvres complètes d'Alice Balint, Bd. 1: Ethnologue, éducatrice, théoricienne. Le Coq-Héron Nr. 147, 1997; Bd. 2: Psychologie de la chambre d'enfants. Le Coq-Héron Nr. 153, 1998
- mit Michael Balint: On transference and counter-transference, in: The International Journal of Psychoanalysis, 20, 1939, 223–230 (auch: Übertragung und Gegenübertragung, in: M. Balint (Hrsg.): Die Urformen der Liebe und die Technik der Psychoanalyse. Stuttgart, 1966, S. 246–254)
- mit Wera Schmidt, Melanie Klein, Anna Freud und Nelly Wolffheim: Antiautoritäre Erziehung und Kinderanalyse. Raubdruck. Hamburg 1970